# William Forsyth
Pour les articles homonymes, voir Forsyth.
William Forsyth est un horticulteur, arboriste et botaniste britannique, né en 1737 à Old Meldrum, dans l'Aberdeenshire en Écosse et mort, probablement à Londres, en 1804.
Ne pas confondre avec son fils William Forsyth, Jn. (?1772-1835), lui aussi botaniste (abréviation botanique « Forsyth f. »).

## Biographie
L'Écossais William Forsyth est formé au jardinage au Chelsea Physic Garden dont il prend la direction après la mort de Philip Miller (1691-1771). En 1779, l'horticulteur chevronné est nommé directeur du jardin royal de Kensington et de St James's.
La première édition de son Treatise on the culture and management of fruit trees, imprimée à mille cinq cents exemplaires, est vendue en huit mois. L’ouvrage de Guillaume Forsyth connaîtra sept éditions et sera traduit en français en 1803.
Ce surintendant des jardins royaux fait partie des fondateurs de la Royal Horticultural Society.

## Forsythia
Carl Peter Thunberg lors de son voyage en Asie découvre un genre botanique d'arbustes décoratifs originaires de Chine et du Japon, remarquable par ses fleurs précoces. Dans un premier temps, il pense avoir trouvé une variété de seringa mais comprend à son retour en Suède qu'il est en présence d'une espèce différente. Il décide alors de rendre hommage à William Forsyth et la nomme Forsythia.

## Liste partielle des publications
- 1824 : A Treatise on the culture and management of fruit trees, 4e édition (Longman, Londres).